# Ivan Tichon
Ivan Tichon (bělorusky: Іван Ціхан, čti Ivan Cichan, * 24. července 1976 Hlasievicy u Slonimi) je bývalý běloruský kladivář. Dvakrát se stal mistrem světa, vlastní také stříbro a bronz z olympijských her.

## Kariéra
V roce 1997 vyhrál Tichon titul mistra světa juniorů. V Sydney absolvoval svůj první olympijský start, na hrách v roce 2000 tam obsadil čtvrté místo.
Tichon poprvé vyhrál mistrovství světa v Paříži v roce 2003, kdy se stal i šampionem letní univerziády.
Na olympijských hrách v Aténách vybojoval původně bronzovou medaili za Japoncem Murofušim, hodem 79,81 m mu chyběly ke zlatu více než tři metry. Na druhé místo se probojoval po diskvalifikaci Maďara Adriana Annuse kvůli dopingu. Následně byl však doping prokázán i Tichonovi.
Na mistrovství světa v Helsinkách v roce 2005 se původně vrátil na první místo, záda mu kryl jeho krajan Vadim Děvjatovskij. Oběma kladivářům však bylo při zpětné kontrole vzorků prokázáno užití dopingu a byly jim odebrány medaile.
Zazářil ale také na otevřeném mistrovství Běloruska v Brestu, kde slavil vítězství výkonem 86,73 m, pouhý centimetr za 19 let starým světovým rekordem Jurije Sedycha. O rok později se stal v Göteborgu mistrem Evropy. I tento titul mu byl později odebrán.
Další titul mistra světa si zajistil vynikajícím posledním pokusem na světovém šampionátu v Ósace. Do užšího finále se sice dostal až jako poslední osmý a ještě před závěrečnými pokusy neměl jistou medaili, pak ale z pátého místa zaútočil nejlepším světovým výkonem roku 83,63 m.
Prvním trenérem Tichona byl Igor Cycorin, poté olympijský vítěz Sergej Litvinov.

## Soukromý život
Tichon žije v Hrodně. Je ženatý s Volhou Tichonovou, bývalou diskařkou a mají syna Ivana.